# Bitwa pod Iławą (1455)
Bitwa pod Iławą – starcie zbrojne, które miało miejsce 25 maja 1455 roku.
Wiosną roku 1455 ruszyła nowa kampania krzyżacka w Prusach Dolnych celem odbicia utraconych rok wcześniej terenów. Tamtejsza ludność miejscowa, niechętna Polakom i opodatkowaniu na koszty wojenne, poparła przybywające wojsko komtura Henryka von Plauena. Najemnicy von Plauena rozpoczęli oblężenie największego portu regionu, Knipawy (części Królewca), której z pomocą ruszyły wojska gubernatora pruskiego, z nadania króla polskiego, Jana Bażyńskiego. Pruskie pospolite ruszenie zostało pobite pod Iławą nie osiągając celu – Knipawy. W czerwcu pod Knipawę dotarły posiłki inflanckie, które wsparły armię von Plauena. Wysłane na odsiecz oddziały Andrzeja Tęczyńskiego nie przedarły się przez niechętną Polakom Warmię, zostawiając Knipawę na pastwę losu. 14 lipca po 14 tygodniach oblężenia Knipawa skapitulowała na dogodnych jednak warunkach, w dwa lata później stała się główną siedzibą wielkiego mistrza zakonu.